# Scaphinotus violaceus
Scaphinotus violaceus är en skalbaggsart som beskrevs av Leconte 1863. Scaphinotus violaceus ingår i släktet Scaphinotus och familjen jordlöpare. Inga underarter finns listade i Catalogue of Life.